# Vắc-xin sốt phát ban
Vắc-xin sốt phát ban là vắc-xin được phát triển để bảo vệ chống lại bệnh sốt phát ban. Tính đến năm 2017 vắc-xin này không có sẵn trên thị trường.
Một loại vắc-xin sốt phát ban bao gồm Rickettsia prowazekii bất hoạt formaldehyd. Hai liều được tiêm dưới da cách nhau bốn tuần. Liều tăng cường được yêu cầu mỗi sáu tháng đến mười hai tháng một lần.